# Освальд Алмквіст
Освальд Алмквіст (швед. Osvald Almqvist; 2 жовтня 1884 — 6 квітня 1950, Стокгольм) — шведський архітектор, предтеча сучасної архітектури у Швеції (електростанція в Гаммарфорсі). Проживав та помер в Стокгольмі. Створив дві перші будівлі у Швеції в стилі функціоналізму.

## Біографія
У 1904 році Алмквіст став студентом Королівського технологічного інституту в Стокгольмі, і в 1908 році отримав диплом архітектора. Після навчання їздив за кордон, потім повернувся, та продовжив навчання в Королівській академії мистецтв з 1909 по 1910 рік. По закінченню навчання працював архітектором в Стокгольмі 1910—1916. В тому числі разом із Густавом Лінденом під керівництвом архітектора Івара Тенґбома. Із 1911 по 1913 рік працював в Департаменті будівництва Стокгольма; і з 1916 по 1920 був керівником архітектурного бюро компанії Stora Kopparbergs Bergslags AB в місті Бурленге. В цей час він розробив план міста (який не був формально визнаним) та будівель в житловому районі Бергсласбін. Також був співробітником Комітету по мінімальних соціальних житлових кредитах у 1921 році.
Із 1936 по 1938 рік, Алмквіст працював міським садівником в Стокгольмі. Як він висловив у своїй заяві, що ставиться до міського та регіонального планування таким чином, щоб забезпечення безперервні паркові зони, разом із наявністю пішохідних, кінних та велосипедних доріжок, громадськими ігровими майданчиками для фізичних вправ і спортивних майданчиків; а також лісопарки і природні заповідники можуть бути створені для активного відпочинку як влітку, так і для зими.
Алмквіст був першим, хто уважно вивчав, які дороги використовуються на місцевості і як люди переміщаються по різних частинах парку. Під час короткого перебування на посаді міського садівника Стокгольма, Освальд Алмквіст сформував дизайнерські ідеї, якими протягом тривалого часу керувалися для проектування парків міста. Перші парки, які розбили відповідно до планів архітектора були Фредхалс парк і Раламбшов парк, що на острові Кунгсгольмен. У 1938 році Освальд подав заяву на звільнення, і його місце заступив Хольгер Блом.